# نینا کونتی
نینا کونتی (انگلیسی: Nina Conti؛ زادهٔ ۲۵ اوت ۱۹۷۳) شکم‌گو، کمدین و بازیگر اهل بریتانیا است.
از فیلم‌ها یا مجموعه‌های تلویزیونی که وی در آن‌ها نقش داشته است، می‌توان به شهر هالبی و محض اطلاع اشاره نمود.